# Ouled Madhi
Ouled Madhi est une commune de la wilaya de M'Sila en Algérie.

## Géographie
Elle englobe plusieurs petites bourgades dont Bayadha et s'étend sur plusieurs kilomètres. La bourgade de Bayadha est située à 8 km au sud de M'sila qui est le chef-lieu d'une wilaya (département) qui porte le même nom et se trouve à 250 km de la capitale Alger. Son numéro de département est le "28".
La commune est arrosée par l'Oued Ksob.
La ville de Ouled Madhi est délimitée au nord par la capitale de la wilaya M’sila, à l’est par la ville de Souamaa et au sud et à l’ouest par la ville de Chellal.

## Histoire
Elle porte le nom de la grande tribu des  Oulad Madhi qui est une des deux grandes tribus du Hodna avec les Oulad Derradj. Ces deux tribus sont liées et ont pour capitale M’sila.
Cette ville fait partie de la wilaya de M’sila et regroupe plusieurs quartiers dont les principaux sont Béni souid, Gana ben saieh, Mechta oulad,Mechta Saïda et Mechta louzazna Bayadha; Ced bboudaoud Chahat avec Zelelfa  Bir Souid.kaf elasfer djelf mdarek naro kherate elbayada sed elmez ferkousset elouil seddaf eldjalal  tarfait ahmed ben beita barage djelf ouled slim djelf elkhalidj zaouech sedret edabaki draah el hadjar  essnamdjelf rokbet elkahf elasfer  une superficie du plan 1894 est 6580 hectares melk Hachem Sidi Embarek Gpe.8 . 1871.
Il y a aussi d’autres quartiers de la ville de Ouled Madhi avec l'insurrection d'un territoire Hachem Sidi=embarek plan du 1894 , Sidi hamlat , Ait ikhlef , Ced el ghaba.